# Gethyllis
Die Pflanzengattung Gethyllis gehört zur Unterfamilie Amaryllidoideae innerhalb der Familie der Amaryllisgewächse (Amaryllidaceae). Die etwa 32 bis 35 Arten sind im Südlichen Afrika beheimatet.

## Beschreibung

### Erscheinungsbild und Laubblätter
Die Gethyllis-Arten wachsen als ausdauernde krautige Pflanzen, die je nach Art Wuchshöhen von 3 bis 30 Zentimetern erreichen. Sie besitzen lange fleischige Wurzeln. Sie bilden Zwiebeln als Überdauerungsorgane um lange Trockenperioden zu überstehen; sie ragen nicht aus dem Boden heraus. Sie bilden oft Bestände. Oft besitzen die Zwiebeln ein auffälliges oberes Ende und dort sind oft am Ansatz der Laubblätter eine oder wenige, die Laubblätter umgebende, Blattscheiden vorhanden. Diese Blattscheiden sind bei einigen Arten, beispielsweise Gethyllis britteniana, schön rötlich gefleckt oder beispielsweise bei Gethyllis verticillata ausgefranst. Bei diesen Geophyten sind während der Blütezeit in der Trockenzeit die Blätter vertrocknet. Frische Blätter treiben erst nach der Blütezeit wieder aus und sind oft gleichzeitig mit den Früchten vorhanden.
Die wenigen bis mehreren nur grundständigen Laubblätter sind ungestielt. Die einfachen Blattspreiten sind häufig spiralig gedreht, lineal bis riemenförmig oder elliptisch und parallelnervig. Die Blattflächen sind oft flaumig mit einfachen, T-förmigen oder medifixen Trichomen behaart. Der Blattrand ist glatt.

### Blütenstände und Blüten
Der kurze Blütenstandsschaft befindet sich unter der Erdoberfläche. Die Blüten stehen einzeln in einem stark reduzierten Blütenstand kurz über dem Boden. Im knospigen Zustand umhüllt eine Spatha, die aus zwei verwachsenen, häutigen Tragblättern gebildet wird, den Blütenstand. Die steifen bis laschen Blütenstiele sind so lang oder deutlich länger als die Blütenhülle. Die Blüten sind dicht zusammen hängend angeordnet oder stehen weit ausgebreitet im Blütenstand. Die Blütenstiele sind während der Anthese kurz und verlängern sich bis zur Fruchtreife.
Die Blütezeit aller Gethyllis-Arten liegt im südafrikanischen Sommer. Die Blütenhülle ist nur relativ kurz (zwei bis drei Tage) haltbar und die Blüten blühen in einem Bestand gleichzeitig auf. Die meist zwittrigen Blüten sind vollständig, oder nur im Bereich des Griffels nicht, radiärsymmetrisch und dreizählig. Bei einigen Arten sind, wenn die Zwiebeln noch klein sind, die Blüten rein männlich, wenn die Zwiebeln groß sind, werden aber zwittrige Blüten gebildet; dies hängt also wohl mit den Ressourcen der Zwiebeln ab. Die sechs gleichgeformten Blütenhüllblätter sind zu einer langen, schlanken, fleischigen, zylindrischen Röhre verwachsen. Die freien Bereiche der Blütenhüllblätter sind kürzer als die Blütenröhre, schmal bis breit lanzettlich und ausgebreitet. Die Farben der Blütenhüllblätter reichen von rosafarben über cremefarben bis weiß, oft mit dunkel-rosafarbenen Streifen. Es sind entweder sechs (beispielsweise bei Gethyllis verticillata) oder als Ausnahme innerhalb der Familie der Amaryllidaceae 12, 18 bis zu 60 Staubblätter vorhanden; sie überragen die Blütenhülle meist nicht. Die in der Blütenröhre inserierten, relativ kurzen Staubfäden sind untereinander frei oder auf einem Teil ihrer Länge verwachsen. Die basifixen, leuchtend gelben Staubbeutel sind lineal und rollen sich während ihrer Entwicklung zurück. Drei Fruchtblätter sind zu einem dreikammerigen, unterständigen Fruchtknoten verwachsen, der von der Spatha umhüllt ist und im „Zwiebelnacken“ steckt sowie unterirdisch ist. Jede Fruchtknotenkammer enthält viele Samenanlagen. Der dünne, je nach Art kurze bis lange Griffel ist aufrecht oder zur Seite gebogen und endet mit einer kleinen kopfigen bis breit dreilappigen Narbe. Die oft stark und süßlich duftenden Blüten enthalten keinen Nektar. Es liegen keine Beobachtungen zu den Bestäubern vor.

### Früchte und Samen
Die relativ großen (fingerlangen), keulenförmigen bis zylindrischen, relativ dünnwandigen Beeren färben sich bei Reife gelblich bis weiß, oft mit roten Tupfen und öffnen sich zu unregelmäßigen Teilen; sie enthalten viele Samen. Die Beeren sind essbar und aromatisch. Sie enthalten entweder viele, kleine oder wenige große Samen. Die fast kugelförmigen Samen sind hart und mehr oder weniger fleischig sowie cremefarben bis rötlich. Der Embryo ist grün. Die Früchte reifen langsam und werden dann etwa im September durch den verlängerten Fruchtstiel über den Boden gehoben.

### Chromosomensätze
Die Chromosomengrundzahl beträgt x = 6.

## Vorkommen
Die 32 bis 35 Arten sind im Südlichen Afrika beheimatet. Gethyllis-Arten kommen hauptsächlich (30 Arten) in semiariden Gebieten mit Winterregengebiet vor. Die meisten Arten sind Vegetationselemente in der Sukkulentenkaroo gefolgt vom Fynbos. Einige Arten kommen auch in der Großen Karoo vor. Nur Gethyllis transkarooica und Gethyllis longistyla gedeihen im Sommerregengebiet der Nama-Karoo. Gethyllis-Arten besiedelnd die Höhenlagen von küstennahen Gebieten (Kap-Faltengürtel) bis ins hochgelegene Inlandsplateau. Am häufigsten sind sie auf freien Flächen zu finden, die keine Konkurrenz von Sträuchern und Gräsern aufweisen. Wenige Arten (beispielsweise Gethyllis afra und Gethyllis kaapensis) gedeihen an saisonal feuchten Standorten.

## Systematik sowie Gefährdung der Arten
Der Gattungsname Gethyllis wurde 1753 durch Carl von Linné in Species Plantarum, Band 1, S. 442 erstveröffentlicht. Typusart ist Gethyllis afra L. Synonyme von Gethyllis L. sind: Abapus Adans., Papiria Thunb., Klingia Schönland. Der Gattungsname Gethyllis leitet sich vom griechischen Wort gethyon ab, das Zwiebel bedeutet und Küchenzwiebel oder Lauch meint, dies bezieht sich auf den Habitus und nicht auf die Verwendbarkeit in der Küche.
Die Gattung Gethyllis gehört zur Subtribus Gethyllidinae (namensgebende Gattung) aus der Tribus Haemantheae in der Unterfamilie Amaryllidoideae innerhalb der Familie der Amaryllidaceae. Früher wurde sie auch in die Familie der Liliaceae eingeordnet.
Es gibt etwa 32 bis 35 Arten in der Gethyllis:
- Gethyllis afra L.: Sie kommt im Westkap vor. Die Bestände gelten als stabil. Sie wird in der Roten Liste der gefährdeten Pflanzenarten Südafrikas als „Least Concern“ = „nicht gefährdet“ bewertet.[6]
- Gethyllis barkerae D.Müll.-Doblies: Es gibt zwei Unterarten im Westkap:[6]
  - Gethyllis barkerae D.Müll.-Doblies subsp. barkerae
  - Gethyllis barkerae subsp. paucifolia D.Müll.-Doblies: Sie kommt im Westkap vor. Die Bestände gelten als stabil. Sie wird in der Roten Liste der gefährdeten Pflanzenarten Südafrikas als „Least Concern“ = „nicht gefährdet“ bewertet.[6]
- Gethyllis britteniana Baker: Es gibt wohl drei Unterarten:[6]
  - Gethyllis britteniana Baker subsp. britteniana: Sie kommt im Westkap und Nordkap vor. Die Bestände gelten als stabil. Sie wird 2004 in der Roten Liste der gefährdeten Pflanzenarten Südafrikas als „Least Concern“ = „nicht gefährdet“ bewertet.[6]
  - Gethyllis britteniana Baker subsp. bruynsii D.Müll.-Doblies: Sie ist nur vom Typusmaterial in Springbok im Namaqualand bekannt. Es wurde auch keine vollständige Beschreibung veröffentlicht.
  - Gethyllis britteniana subsp. herrei (L.Bolus) D.Müll.-Doblies (Syn.: Gethyllis herrei L.Bolus): Sie ist nur vom Typusmaterial aus dem Jahr 1930 bekannt. Sie kommt vielleicht nur im Richtersveld-Bereich des „Gariep Centre“ im Nordkap vor. Sie wurde auf Böden über Granit gefunden.
- Gethyllis campanulata L.Bolus (Syn.: Gethyllis multifolia L.Bolus): Sie ist vom Bokkeveld und Roggeveld Escarpment bis De Doorns sowie Matjiesfontein im West- und Nordkap verbreitet. Es wurde früher angenommen diese Art sei selten, es hat sich jedoch herausgestellt, dass sie relativ weit verbreitet ist. Sie gedeiht in der Sukkulenten-Karoo und im ariden Fynbos. Die Bestände gelten als stabil. Sie wird 2004 in der Roten Liste der gefährdeten Pflanzenarten Südafrikas als „Least Concern“ = „nicht gefährdet“ bewertet.[6]
- Gethyllis ciliaris (Thunb.) Thunb.: Es gibt zwei Unterarten im Westkap:[6]
  - Gethyllis ciliaris (Thunb.) Thunb. subsp. ciliaris (Syn.: Gethyllis undulata Herb.): Sie kommt von Clanwilliam bis zur Kap-Halbinsel im Westkap vor. Sie gedeiht im Fynbos in sandigen Böden. Es sind 19 Fundorte bekannt und es sind in den letzten 70 Jahren etwa 25 % der Fundorte durch Landwirtschaft, Verstädterung und invasive Pflanzenarten verloren gegangen. Die Bestände nehmen fortlaufend ab.[6]
  - Gethyllis ciliaris subsp. longituba (L.Bolus) D.Müll.-Doblies (Syn.: Gethyllis longituba L.Bolus): Über diese Unterart liegen keine Informationen in Südafrika vor.[6]
- Gethyllis fimbriatula D.Müll.-Doblies: Es ist nur die Typuslokalität Matjiesfontein im Westkap bekannt. Das Typusmaterial ist in Südafrika nicht vorhanden. Es gibt keinen weiteren Nachweis für diese Art. Weitere Angaben als die Liste von Dieter Müller-Doblies in Willdenowia, Band 15, 2, 1986, S. 467 gibt es nicht.[6]
- Gethyllis grandiflora L.Bolus: Dieser Endemit des nördlichen Namaqualandes kommt nur von Richtersveld bis Komaggas im Nordkap vor. Sie gedeiht in der Sukkulenten-Karoo im Sandveld. Es sind weniger als 100 Fundorte bekannt, von denen die meisten weniger als 20 Exemplare enthalten und nur eine Handvoll der Fundorte ist etwas größer, aber mit nie mehr als 1000 Exemplaren. Vermutlich sind es insgesamt weniger als 10000 Exemplare. Die Bestände nehmen fortlaufend durch Sammeln als Nahrung (die Früchte sind sehr aromatisch) und den Gartenbau ab. Sie wurde 2008 in der Roten Liste der gefährdeten Pflanzenarten Südafrikas als „Vulnerable“ = „gefährdet“ bewertet.[6]
- Gethyllis gregoriana D.Müll.-Doblies: Sie kommt von Nieuwoudtville bis Biedouw Valley im Westkap und Nordkap vor. Sie gedeiht im Fynbos und in der Sukkulenten-Karoo auf ariden Lehmböden oder Böden, die sich über Sandstein entwickelten, und Ebenen. Sie ist von 13 Fundorten bekannt, die jeweils nur sehr wenige Exemplare enthalten. Diese Art ist nirgendwo häufig und sie wird nur selten gesehen. Es ging bisher nur ein historischer Fundort durch einen Weizenacker verloren. Sie wurde 2007 in der Roten Liste der gefährdeten Pflanzenarten Südafrikas als „Rare“ = „selten aber nicht gefährdet“ bewertet.[6]
- Gethyllis hallii D.Müll.-Doblies: Sie kommt nur von Bitterfontein bis Nuwerus im Nordkap vor. Sie gedeiht in der Sukkulenten-Karoo auf losen granitischem Verwitterungssand in niedrigen Sukkulenten-Buschland. Sie ist nur von zwei Fundorten bekannt und wird nur selten gesehen. Sie wurde 2009 in der Roten Liste der gefährdeten Pflanzenarten Südafrikas als „Rare“ = „selten aber nicht gefährdet“ bewertet.[6]
- Gethyllis kaapensis D.Müll.-Doblies: Dieser seltene Endemit kommt nur auf der Kap-Halbinsel vor. Es waren nur drei Populationen bekannt, von denen zwei durch Besiedlung verloren gegangen sind. Es gibt weniger als 250 Exemplare in der letzten Population im Table-Mountain-Nationalpark. Sie wurde 2009 in der Roten Liste der gefährdeten Pflanzenarten Südafrikas als „Endangered“ = „stark gefährdet“ bewertet.[6]
- Gethyllis lanuginosa Marloth: Die Heimat ist das Westkap und Nordkap. Sie wird in der Roten Liste der gefährdeten Pflanzenarten Südafrikas als „Least Concern“ = „nicht gefährdet“ bewertet.[6]
- Gethyllis lata L.Bolus: Es gibt zwei Unterarten:[6]
  - Gethyllis lata L.Bolus subsp. lata: Sie kommt von Knersvlakte bis Nieuwoudtville im Nord- sowie Westkap vor. Sie gedeiht im Fynbos und in der Sukkulenten-Karoo auf Lehmebenen. Sie ist selten und von weniger als zehn Fundorten bekannt. Die Bestände gelten als stabil. Sie wurde 2007 in der Roten Liste der gefährdeten Pflanzenarten Südafrikas als „Rare“ = „selten aber nicht gefährdet“ bewertet.[6]
  - Gethyllis lata subsp. orbicularis D.Müll.-Doblies: Über sie liegen keine weiteren Informationen vor, außer dass es einen Herbarbeleg aus dem Nordkap gibt.
- Gethyllis latifolia Masson ex Baker: Von diesem sehr seltenen Endemiten sind nur vier Exemplare an einem Standort in Bitterfontein im Namaqualand Klipkoppe-Buschland auf Böden über Granit bekannt. Sie wurde 2007 in der Roten Liste der gefährdeten Pflanzenarten Südafrikas als „Critically Endangered“ = „vom Aussterben bedroht“ bewertet.[6]
- Gethyllis linearis L.Bolus: Sie kommt im Westkap und Nordkap vor. Die Bestände gelten als stabil. Sie wird in der Roten Liste der gefährdeten Pflanzenarten Südafrikas als „Least Concern“ = „nicht gefährdet“ bewertet.[6]
- Gethyllis longistyla L.Bolus: Sie kommt nur im Sneeuberg-, Agter-Sneeuberg- und Nuweveld Gebirge im Ost- und Westkap vor. Dort gedeiht sie im Fynbos im Gipfelbereich von Dolerit-Ketten. Sie wurde 2009 in der Roten Liste der gefährdeten Pflanzenarten Südafrikas als „Rare“ = „selten aber nicht gefährdet“ bewertet.
- Gethyllis namaquensis (Schönland) Oberm.: Von ihr sind etwa 100 Standorte nur im nördlichen Namaqualand und südlichen Namibia bekannt. Es wird geschätzt, dass es insgesamt etwa 10000 Exemplare an Naturstandorten gibt. Sie wurde 2009 in der Roten Liste der gefährdeten Pflanzenarten Südafrikas als „Vulnerable“ = „gefährdet“ bewertet.[6]
- Gethyllis pectinata D.Müll.-Doblies: Dieser Endemit kommt nur Nieuwoudtville bis Calvinia im Nordkap vor. Er gedeiht in der Sukkulenten-Karoo auf Lehmböden unter spärlicher Vegetation. Es ist nur ein Fundort bekannt. Der Bestand ist gefährdet durch Überweidung und Sammeln der Zwiebeln. Sie wurde 2009 in der Roten Liste der gefährdeten Pflanzenarten Südafrikas als „Vulnerable“ = „gefährdet“ bewertet.[6]
- Gethyllis roggeveldensis D.Müll.-Doblies: Über dieser Art ist nicht viel mehr bekannt als, dass es im Nordkap gesammelte Herbarbelege gibt.[6]
- Gethyllis setosa Marloth: Sie kommt im Westkap und Nordkap vor. Ihre Bestände gelten als stabil. Sie wird in der Roten Liste der gefährdeten Pflanzenarten Südafrikas als „Least Concern“ = „nicht gefährdet“ bewertet.[6]
- Gethyllis spiralis (Thunb.) Thunb. (Syn.: Gethyllis unilateralis L.Bolus): Sie kommt im Ostkap vor. Ihre Bestände gelten als stabil. Sie wird in der Roten Liste der gefährdeten Pflanzenarten Südafrikas als „Least Concern“ = „nicht gefährdet“ bewertet.[6]
- Gethyllis transkarooica D.Müll.-Doblies: Sie ist im Südlichen Afrika in Botswana und in den südafrikanischen Provinzen Free State, North West, Nord-, Ost- sowie Westkap weitverbreitet. Sie wird in der Roten Liste der gefährdeten Pflanzenarten Südafrikas als „Least Concern“ = „nicht gefährdet“ bewertet.[6]
- Gethyllis uteana D.Müll.-Doblies: Über sie ist nicht mehr bekannt, als dass es einen Herbarbeleg aus dem Westkap gibt.[6]
- Gethyllis verrucosa Marloth: Sie ist im Westkap und Nordkap verbreitet. Ihre Bestände gelten als stabil. Sie wird in der Roten Liste der gefährdeten Pflanzenarten Südafrikas als „Least Concern“ = „nicht gefährdet“ bewertet.[6]
- Gethyllis verticillata R.Br.: Sie ist im Westkap und Nordkap verbreitet. Ihre Bestände gelten als stabil. Sie wird in der Roten Liste der gefährdeten Pflanzenarten Südafrikas als „Least Concern“ = „nicht gefährdet“ bewertet.[6]
- Gethyllis villosa (Thunb.) Thunb.: Sie ist im Westkap und Nordkap verbreitet. Ihre Bestände gelten als stabil. Sie wird in der Roten Liste der gefährdeten Pflanzenarten Südafrikas als „Least Concern“ = „nicht gefährdet“ bewertet.[6]

## Nutzung
Gethyllis-Arten werden auf Grund der kurzen Blühdauer selten als Zierpflanzen verwendet. Die aromatischen Früchte sind essbar. Früchte und Blüten werden in der traditionellen Volksmedizin verwendet. Heute noch wird aus den Früchten von Gethyllis afra „Kukumakranka Brandy“ hergestellt, der als Heilmittel gegen Kolik und Verdauungsbeschwerden verwendet wird.